# Philipp Jakob Flathe
Philipp Jakob Flathe (* 1735; † 1810) war ein deutscher Romanist, Italianist, Grammatiker und Lexikograf.

## Leben und Werk
Flathe war Dozent an der Universität Leipzig. Er publizierte Grammatiken des Italienischen und umfangreiche zweisprachige Wörterbücher Italienisch-Deutsch, Deutsch-Italienisch, sowie Französisch-Deutsch, Deutsch-Französisch.

## Werke

### Lexikografie
- Nuovo dizionario italiano-tedesco, et tedesco-italiano. Prima di Nicolò di Castelli,  ma ora esattamente correto, e da detta de'dizionari dell'Accademia della Crusca, e del Signor Abate Francesco Alberti di Villanova, arricchito di quanti articoli ne'medesimi si trovano, 4 Bde., Leipzig 1782 (1467+2424 Seiten; der deutsche Teil baut auf dem Wörterbuch von Johann Christoph Adelung auf; Wolfgang Amadeus Mozart besaß dieses Wörterbuch)
- Nuovo Dizionario manuale Italiano-Tedesco e Tedesco-Italiano, secondo i novissimi Vocabalari dell' Accademia della Crusca, e del Signor Abbate Francesco Alberti di Villanova. Oder neues Italiänisch-Deutsches und Deutsch-Italiänisches Wörterbuch, 4 Bde., Leipzig 1785 (1178+1079 Seiten)
- Neues deutsch-französisches und französisch-deutsches Wörterbuch, 5 Bde., Leipzig 1798 (D–F, 5160 Seiten; F-D, 1312 Seiten)

### Grammatik und Weiteres
- (Hrsg.) Battista Guarini, Il pastor fido, Leipzig 1768
- (Übersetzer) Des Herren Marquis von Beccaria unsterbliches Werk von Verbrechen und Strafen, Breslau 1778, 1788 (mit Vorrede und Anmerkungen von Karl Ferdinand Hommel)
- (Hrsg.) Des Herrn von Veneroni italienischer Sprachmeister oder italienisch-französisch-deutsche Grammatik, welche die richtigen Grundsätze und syntactischen Regeln der toscanischen Mundart enthalten, Frankfurt am Main 1789, 1800 (Giovanni Veneroni)
- Neue italiänische Sprachlehre für die Deutschen oder die wahren Grundsätze der italienischen Sprache, für diejenigen, welche diese Mundart nach ihren Eigenheiten gründlich erlernen wollen, Leipzig 1803 (Grammatik, 276 Seiten)